# Prinsen fra Østerland
Prinsen fra Østerland (originaltitel Le Lion des Mogols) er en fransk stumfilm fra 1924 af Jean Epstein.

## Medvirkende
- Ivan Mozzhukhin som Roundghito-Sing
- Nathalie Lissenko som Anna
- Camille Bardou som Morel
- Alexiane som Zemgali
- François Viguier